# Lijst van Zweedse ambassadeurs in Duitsland

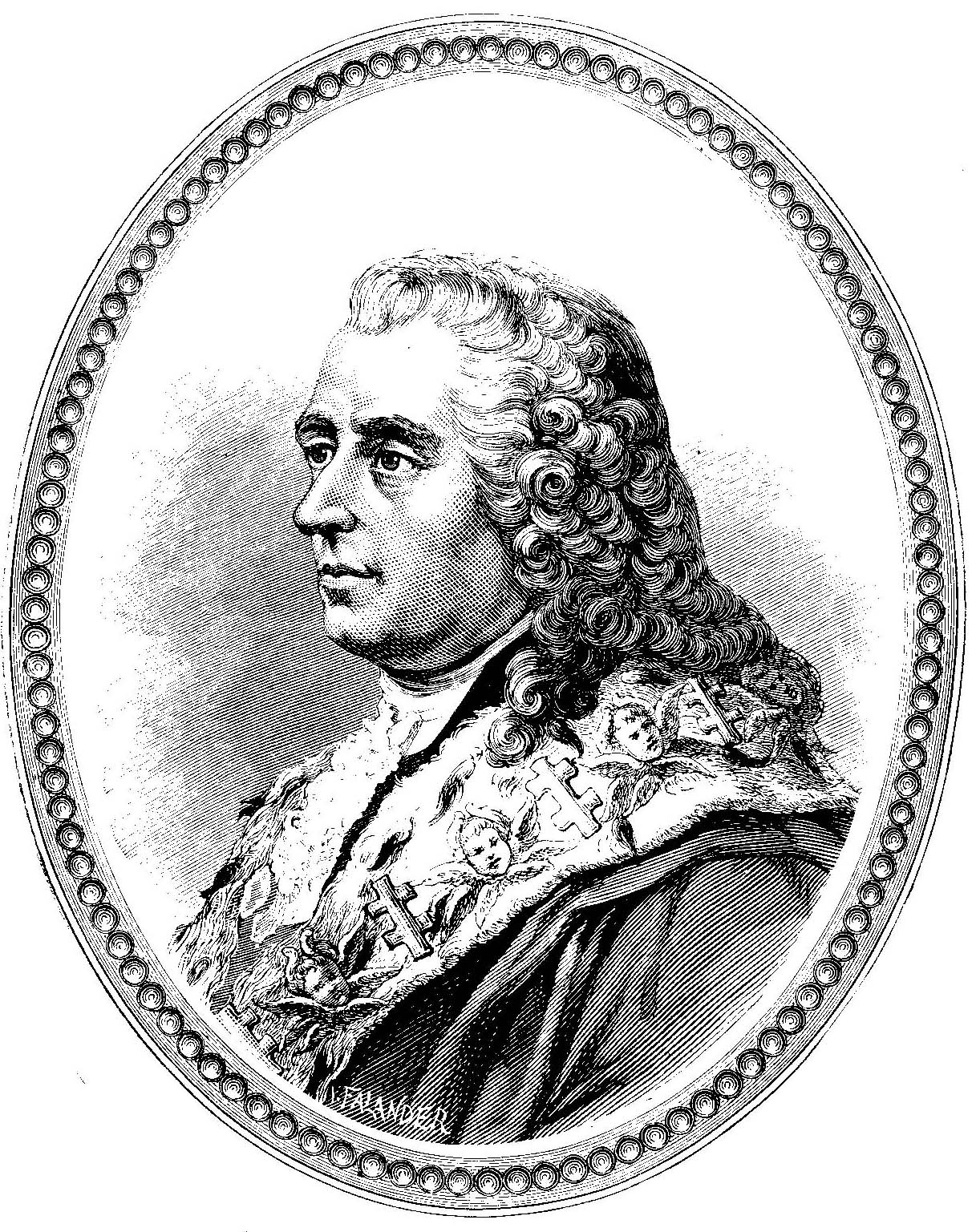
Carl Gustaf Tessin

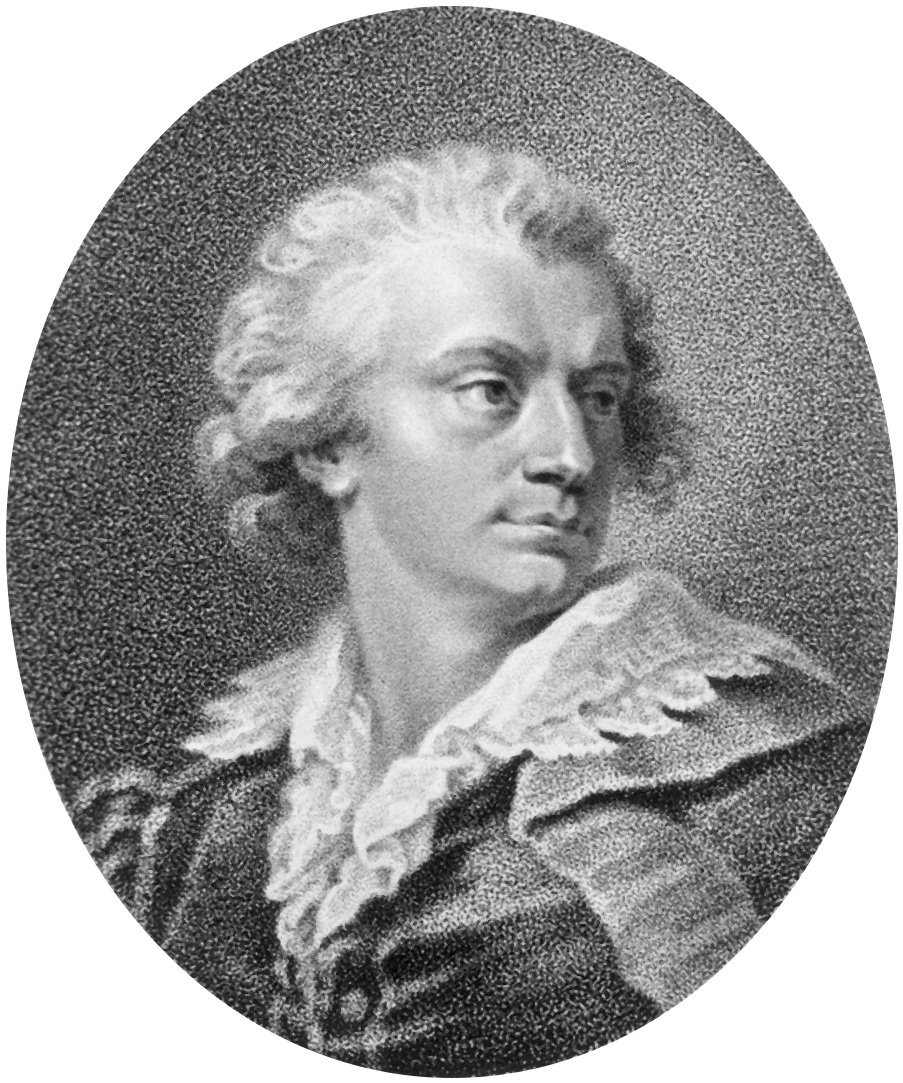
Lars von Engeström

Dit is een lijst van Zweedse ambassadeurs in Duitsland. 

## Brunswijk-Lüneburg
- Carl Gustaf Friesendorff, 1705

## Hannover
- Henning von Strahlenheim, 1699
- Carl Gustaf Friesendorff, 1699–1711

## Pruisen
- Anders Leijonstedt, 1698–1700
- Anders Leijonstedt en Herman Cedercreutz, 1703–1710
- Johannes Rosenhane, 1705–1707
- Carl Gustaf Friesendorff, 1712–1715
- Herr Kirbach, 1719
- Gustaf Zülich, 1740–1743
- Henning Gyllenborg, 1743
- Carl Gustaf Tessin, 1744–1746
- Christian Eherenfried von Carisien, 1787–1794
- Lars von Engeström, 1798–1803

## Saksen
- Josias Cederhielm, 1706
- Gustaf Zülich, 1729–1732

## Duitse Keizerrijk,Weimarrepubliek,Nazi-Duitsland
- Frederik Due, 1871-1873
- Gillis Bildt, 1874-1886
- Alfred Lagerheim, 1886-1899
- Arvid Taube, 1900-1909
- Eric Trolle, 1909-1912
- Arvid Taube, 1912+1916
- Hans von Essen, 1917-1923
- Fredrik Ramel, 1923-1925
- Einar af Wirsén, 1925-1937
- Arvid Richert, 1937–1945

## Oost-Duitsland
- Carl Johan Rappe, 1973 - 1976
- Erik Virgin, 1976−1982
- Rune Nyström, 1982–1985
- Henrik Liljegren, 1985–1989
- Vidar Hellners, 1989–1990

## West-Duitsland
- Ragnar Kumlin 1950-1956
- Ole Jödahl, 1956–67
- Nils Montan, 1967–1972
- Sven Backlund, 1972–1983
- Lennart Eckerberg, 1983–1990

## Duitsland
- Torsten Örn, 1990–1994
- Örjan Berner, 1994–1996
- Mats Hellström, 1996–2001
- Carl Tham, 2002–2006
- Ruth Jacoby, 2006–2010
- Staffan Carlsson, 2010–2015
- Lars Danielsson, 2015–2017
- Per Thöresson, 2017-2023
- Veronika Wand-Danielsson, 2023-